# Liste von Bibliotheken in Spanien
Dieses ist eine Auswahl von Bibliotheken in Spanien. Zu den Organisationen gehören unter anderem die Federación Española de Sociedades de Archivística, Biblioteconomía, Documentación y Museística (FESABID) und die Red de Bibliotecas Universitarias Españolas, (REBIUS).

## Bibliotheken nach Städten
Alcúdia
- Biblioteca Can Torró, Alcúdia

Almería
- Universitätsbibliothek Biblioteca Nicolás Salmerón, Almería

Barcelona
- Barcelona: Biblioteca de Catalunya
  - Sammlung Cervantes der Biblioteca de Cataluña
- Universitätsbibliothek der Universität Barcelona
  - Biblioteca Pública Episcopal de Barcelona
- Bibliotheca Jaume Fuster
- Bibliotheca Publica Arus

Córdoba
- Bibliotheca de Córdoba, Córdoba

El Escorial
- Bibliothek des Real Sitio de San Lorenzo de El Escorial

Granada
- Universitätsbibliothek, Biblioteca universidad de Granada, Granada

León
- Biblioteca de la Universidad de León – Bibliotheca universitaria, Universitätsbibliothek der Universität von León, León

Madrid
- Madrid: Biblioteca Nacional
- Biblioteca Pública Central
- Biblioteca Pública Eugenio Trias

Málaga
- Biblioteca de Málaga

Murcia
- Universitätsbibliothek der Universität Murcia, Murcia

San Lorenzo de El Escorial
- San Lorenzo de El Escorial: Bibliothek des Real Sitio de San Lorenzo de El Escorial

Santa Cruz de Tenerife
- Biblioteca Municipal de Santa Cruz de Tenerife

Sevilla
- Universitätsbibliothek der Universität Sevilla

Valencia
- Öffentliche Bibliothek von Valencia, (Biblioteca Pública de Valencia)

## Fachbibliotheken
- Parlamentsbibliothek des Parlaments von Katalonien (Biblioteca del Parlamento de Cataluña) im Parc de la Ciutadella
- Sammlung Cervantes der Biblioteca de Cataluña
- Biblioteca Digital Hispánica, Digitale Bibliothek der spanischen Nationalbibliothek